# Embelia nilotica
Embelia nilotica là một loài thực vật có hoa trong họ Anh thảo. Loài này được Oliv. mô tả khoa học đầu tiên năm 1875.